# Agadez
Agadez ou Agadès (en tifinagh : ⴰⴶⴰⴷⴰⵣ) (en neo-tifinagh : ⴰⴳⴰⴷⴻⵣ) est la plus importante ville du Nord du Niger, située entre le Sahara et le Sahel.
Le nom Agadez viendrait du mot egadaz qui veut dire « rendre visite » en tamajeq. En effet, la ville était le carrefour des caravanes qui reliaient l'Afrique du Nord à l'Afrique subsaharienne. De ce fait, elle était un centre commercial.

## Géographie

### Situation
Agadez est située dans le département de Tchirozérine, à 900 kilomètres au nord-est de Niamey, au sud du massif de l'Aïr, vers l'embouchure de la plaine de l’Ighazer.
|              | Tchirozérine |              |
| Tchirozérine | Agadez       | Tchirozérine |
|              | Aderbissinat |              |

### Relief et environnement
Le territoire communal est traversé par deux cours d'eau à caractère temporaire : le kori Irgazer Madaran et le kori Teloua.

### Climat
Agadez bénéficie d'un climat désertique chaud (classification de Köppen BWhw) à longue saison sèche « hivernale », typique de la zone saharo-sahélienne qui marque la transition progressive entre le Sahara, espace aride et le Sahel, espace semi-aride. Le climat y est extrêmement aride pendant la majeure partie de l'année avec près de neuf mois où les précipitations moyennes sont inférieures ou égales à 10 mm. La très longue saison sèche est elle-même subdivisée en une saison très sèche et chaude qui dure de novembre à mars et en une saison sèche et très chaude qui dure d'avril à juin. Pendant cette partie de l'année, les alizés continentaux, chauds et secs associés au régime anticyclonique, venus des déserts, balayent la région, notamment l'harmattan (vent de secteur nord ou nord-est) : le ciel est parfaitement dégagé, le temps est clair, stable, très sec, et l'inhibition pluviométrique y est totale. La saison des pluies, très brève et irrégulière dure environ un mois dans l'année étant donné que le maximum pluviométrique est atteint en août avec près de 50 mm. En revanche, la saison des pluies résulte d'un changement du régime des vents : la région est alors soumise au régime dépressionnaire associé à la remontée vers le nord de la zone de convergence intertropicale. Les précipitations moyennes annuelles sont très faibles avec seulement 111 mm d'eau. Les températures maximales moyennes sont très élevées toute l'année : elles atteignent un pic de 44-45 °C en juin, et descendent à 27-28 °C en janvier. Il y a deux maxima de chaleur : le plus important survient à la fin de la saison sèche, entre avril et juillet inclus, lorsque la moyenne des maxima y dépasse 40 °C puis l'autre, beaucoup moins flagrant, au tout début de la saison sèche, à la fin de la saison des pluies. Ainsi, la température moyenne maximale descend à 38 °C en août alors qu'en septembre, celle-ci repasse au-dessus de 40 °C. Ces deux maximums thermiques s'expliquent par le fait que dans cette zone, le soleil atteint son zénith à deux périodes bien différentes. Les températures moyennes maximales restent supérieures à 28 °C pendant les mois les moins chauds. Agadez est une des villes les plus chaudes du monde.

## Histoire

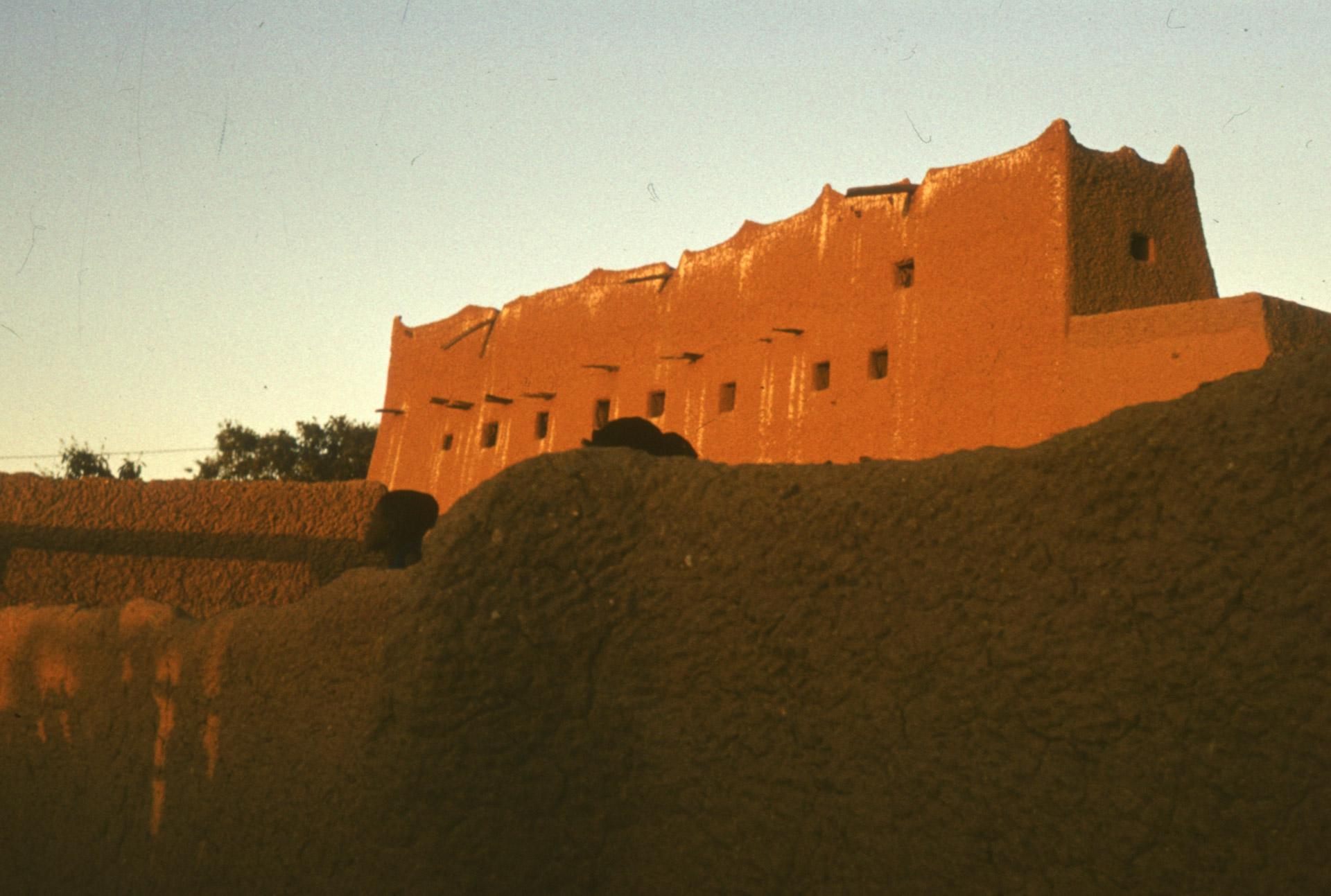
Palais du Sultan d'Agadez

Fondée par des tribus touaregs (Ifadalan, Massoufa, etc) au XIe siècle sur un lieu stratégique au croisement des principales routes transsahariennes, son économie s'est développée grâce au commerce caravanier essentiellement à partir du XVIe siècle. C'est à cette époque qu'elle aurait supplanté l'ancienne capitale de l'Aïr : Assodé, détruite par des guerres tribales et qu'elle aurait connu son heure de gloire.
Léon l'Africain dans le septième livre de sa Description de l'Afrique la décrit ainsi : « cité ceinte de murailles », « les maisons sont fort bien bâties », « somptueux palais ». Agadez garde les vestiges de ses murailles jusque dans les années 1960.
En 1850, Heinrich Barth, célèbre explorateur allemand découvre une ville en ruines. Il y reste un mois mais l'on peut encore aujourd'hui visiter, dans la vieille ville, la maison en banco dans laquelle il a séjourné. La mosquée d'Agadez est surmontée d'un minaret en forme d'obélisque. C'est le plus haut monument du Sahara construit en banco (terre séchée au soleil).
Au début des années 1970 et 1980, de graves sécheresses ont contraint de nombreux nomades à quitter la brousse pour venir trouver refuge en ville. Agadez a alors accueilli ces nouveaux venus de l'exode rural, ce qui a causé des problèmes de logement, d'assainissement et de distribution d'eau.
Lors de la crise migratoire commencée en 2015, Agadez devient l'un des principaux lieux de passage de populations africaines désirant gagner l'Europe. Peu après, son activité se transforme sous l'effet du développement grandissant de l'orpaillage.

## Population

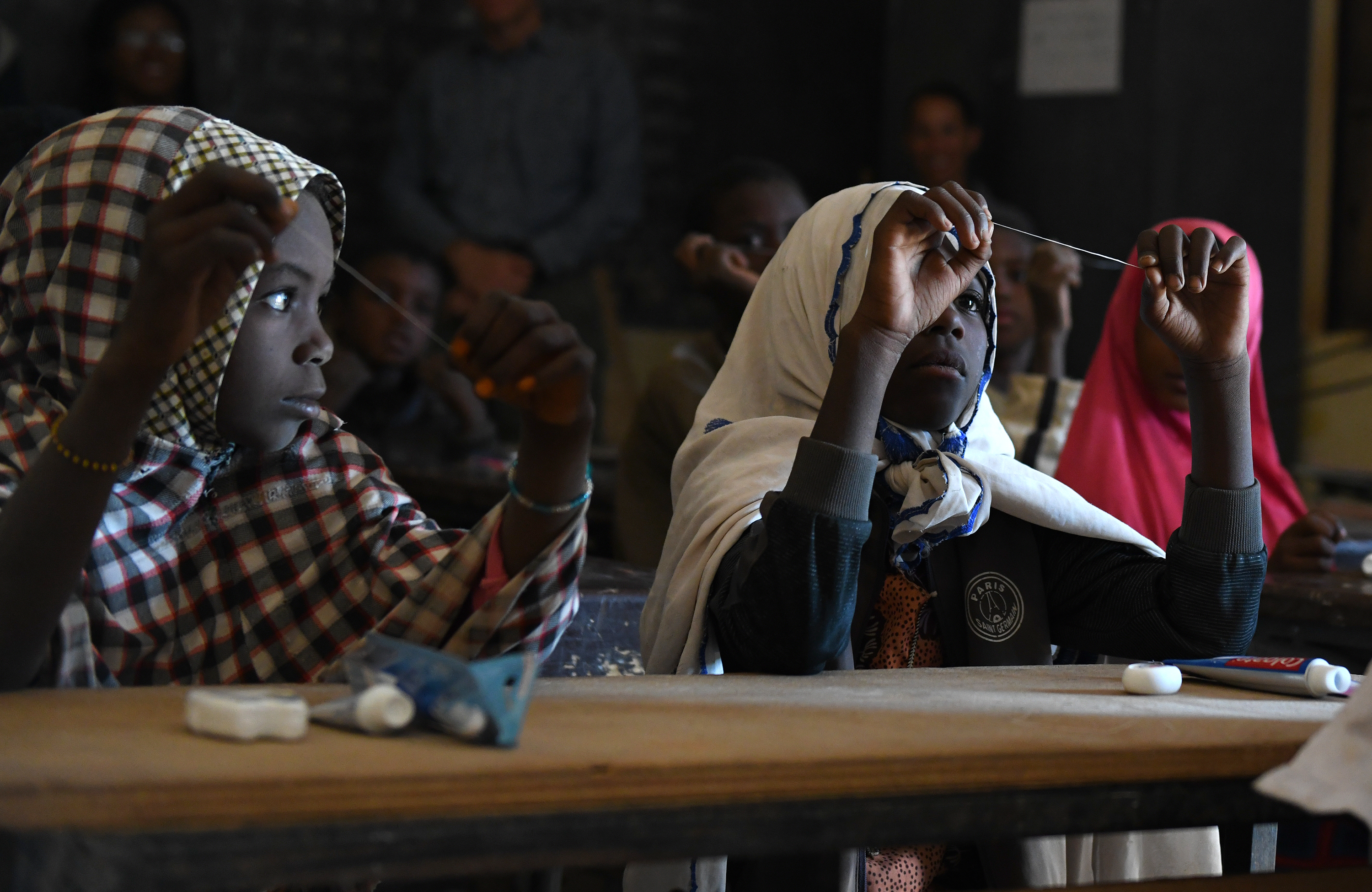
Enfants scolarisés

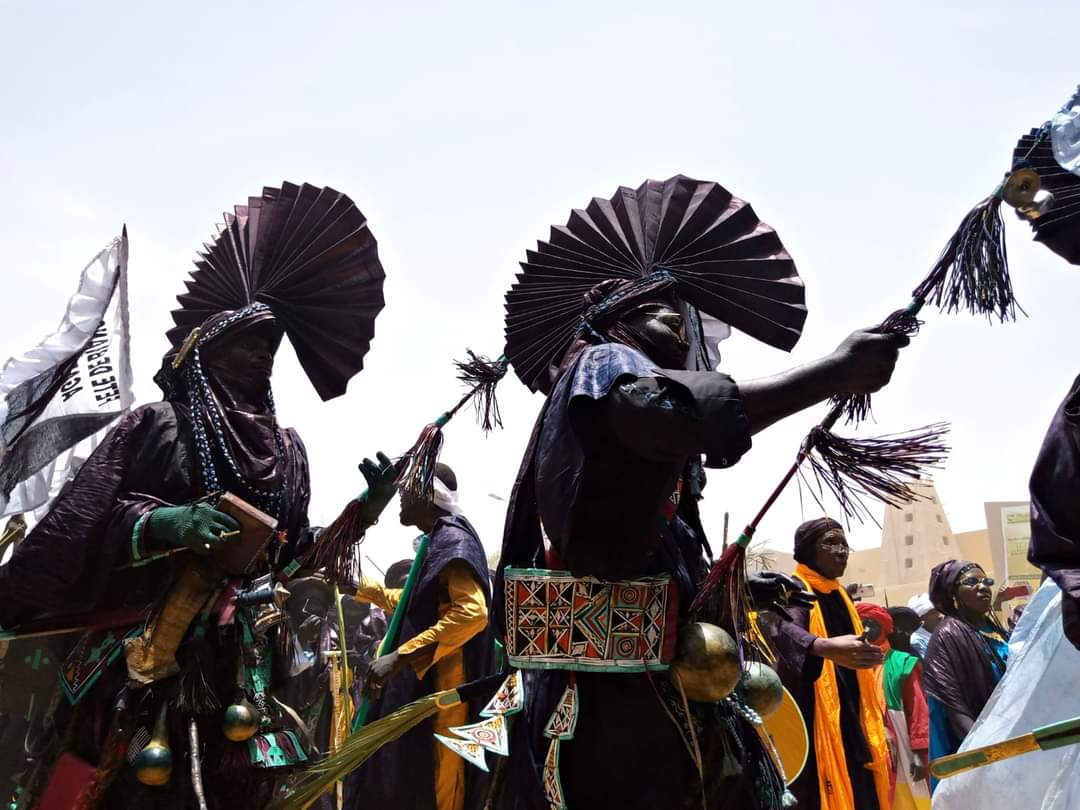
Fête de Bianou, 2022

La population était estimée à plus de 300 000 habitants en 2017,.
Toutefois, depuis les lois réprimant le trafic de migrants, et l'implantation concomitante de camps de réfugiés, la population ne cesse de croître. Les autorités locales évoquent en janvier 2022 une population qui dépasserait sensiblement le nombre de 300 000 habitants.
Agadez est peuplée de Touaregs (Amazigh), Haoussa, Peuls, Songhaïs, etc.

## Administration et services
Agadez est une ville et une commune urbaine. C'est le chef-lieu de la région d'Agadez dont la superficie est de 667 799 km2, soit environ la moitié du pays.

### Représentation étrangère
En 2024, un pays est représenté à Agadez : consulat de l'Algérie.

### Enseignement
L'université d'Agadez a été créée en 2014.

## Économie
La région d'Agadez a une économie dynamique grâce à la frontière qu'elle sert avec l’Algérie, la Libye, le Tchad et le Mali. Cette position géographique permet à la région de faire des échanges commerciaux.   

### Artisanat
L'artisanat tient une place importante au sein de l'économie. Les forgerons (inadan) fabriquent des bijoux en argent (croix d'Agadez), des épées (takouba), des objets en bois (lits, cuillères), des selles ornées, tandis que leurs femmes s'occupent de tous les objets en cuir (sandales). Ils sont regroupés en coopératives et pratiquent un artisanat de qualité.

### Transport et communication

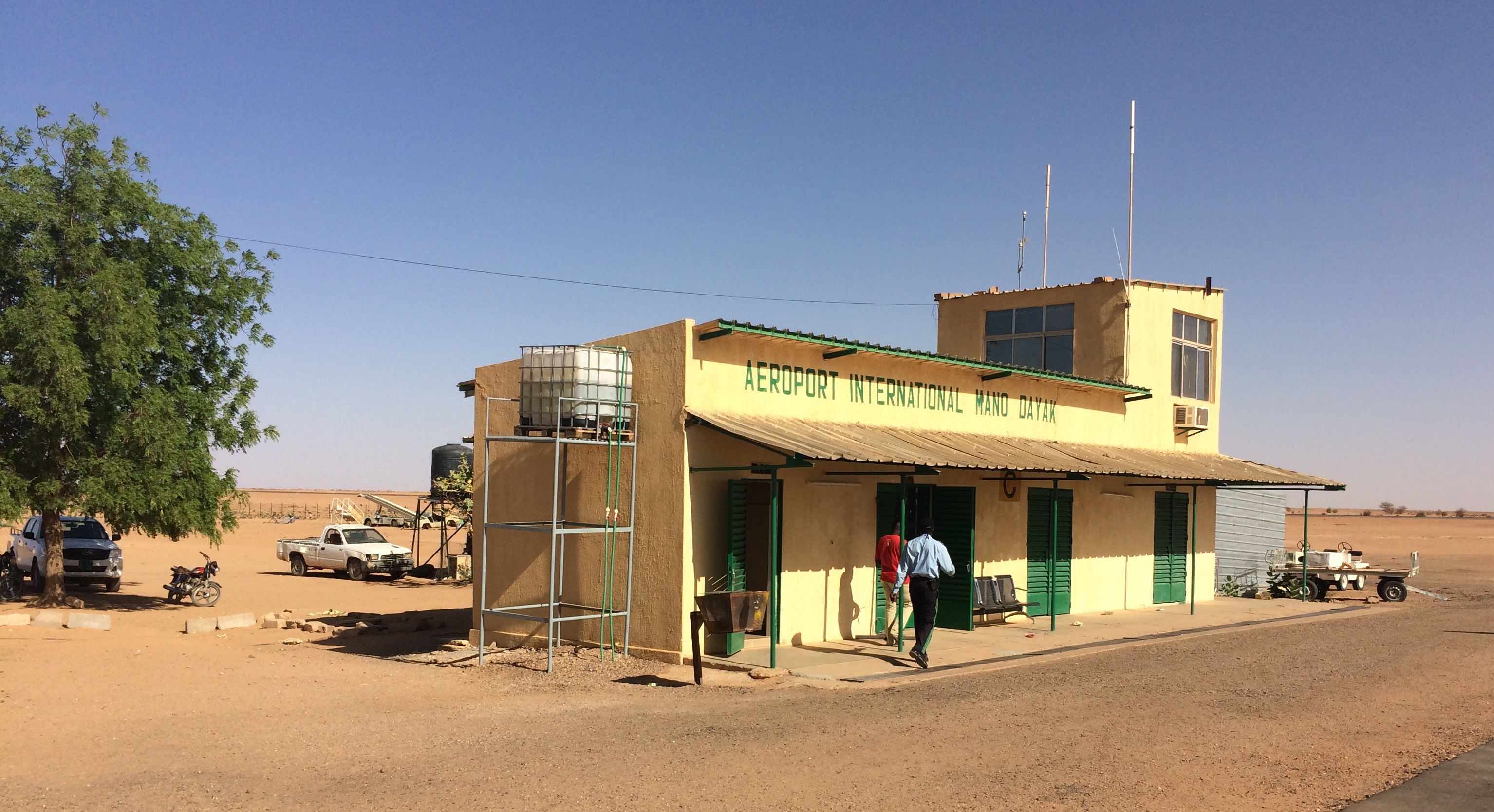
Aéroport international Mano Dayak.

Située sur la route de l'uranium, et à proximité de sites d'extraction d'or, Agadez bénéficie dans une certaine mesure des exploitations de l'uranium sur les secteurs d'Arlit et Akokan et de Tabelot pour l'or.
Lors de la saison touristique, du mois d'octobre au mois de février, la ville connaît (ou connaissait) une certaine effervescence avec l'arrivée de nombreux touristes arrivant en vols charters internationaux directement à l'aéroport international Mano-Dayak et venant visiter l'Aïr et le Ténéré. Cet aéroport a une piste de 3 000 m et il est également utilisé comme la base aérienne 201 de l'armée de l’air nigérienne. L'United States Air Force agrandit celle-ci depuis 2015 en construisant entre autres une nouvelle piste pour ses besoins.

## Migrations
Dans la seconde partie des années 2010, Agadez est un point de passage pour les migrants de l'Afrique sub-saharienne voulant rejoindre la Libye puis l'Europe,,.
En 2015, l’Union européenne décide d'agir afin de stopper les migrants. En échange d'une aide économique de quelques centaines de millions d'euros, les autorités nigériennes acceptent de rendre illégal le passage des migrants. Depuis lors, toute personne permettant à un migrant d’entrer illégalement sur le territoire nigérien, ou d’en sortir, en échange d’un avantage financier ou matériel encourt une peine de cinq à dix ans de prison et une amende pouvant aller jusqu’à cinq millions de francs CFA (7 630 euros). Aider un migrant durant son séjour sans en tirer avantage — le loger, lui fournir de la nourriture ou des vêtements — expose à une peine de deux à cinq ans de prison. Le nombre de migrants faisant halte à Agadez est passé de 350 par jour en 2016 à moins de cent en 2018.
Toute personne trouvée au nord d'Agadez et ne pouvant prouver sa nationalité nigérienne est expulsée à la frontière sud du pays. Une simple présomption peut suffire à refouler une personne, parfois après un court passage en prison. D'après le rapporteur spécial des Nations unies sur les droits de l’homme des migrants : « Le manque de clarté du texte et sa mise en œuvre répressive — au lieu de chercher la protection des personnes — ont abouti à la criminalisation de toutes les migrations et ont poussé les migrants à se cacher, ce qui les rend plus vulnérables aux abus et aux violations des droits de l’homme ».
Cette nouvelle politique répressive a entrainé l'effondrement d'une grande partie de l'activité économique de la ville. Près de la moitié des ménages d’Agadez vivaient de la migration ; près de six mille emplois directs en dépendaient : passeurs, coxers (intermédiaires), propriétaires de « ghettos », chauffeurs, etc. Des milliers d’autres en tiraient des bénéfices indirects : cuisinières, commerçants, chauffeurs de taxi, etc

## Forces armées
En avril 2016, l'opération de l'Union européenne, EUCAP Sahel Niger, ouvre un poste à Agadez. L'objectif est d'étendre et de faciliter l'action de la mission. Comptant en 2019 une trentaine de personnes, dont un tiers de Nigériens, ce poste vise avant tout à renforcer les forces de sécurité intérieure nigériennes, tant du point de vue des formations que de l'équipement. 
La base aérienne 201 Niger (Niger Air Base 201), base de drones de l'US Air Force est située à proximité de la ville, la présence américaine débute le 19 avril 2016. Le 409e Groupe expéditionnaire aérien (409th Air Expeditionary Group) et le 411e Bataillon des affaires civiles (411th Civil Affairs Battalion) y sont stationnés depuis juillet 2019.

## Culture et patrimoine
Agadez est très connue pour ses mosquées. On compte aujourd'hui quatre mosquées du Vendredi et 79 mosquées de quartier. La plus connue d'entre elles est la grande mosquée datant du XVIe siècle, dont la construction est attribuée à Zakarya.

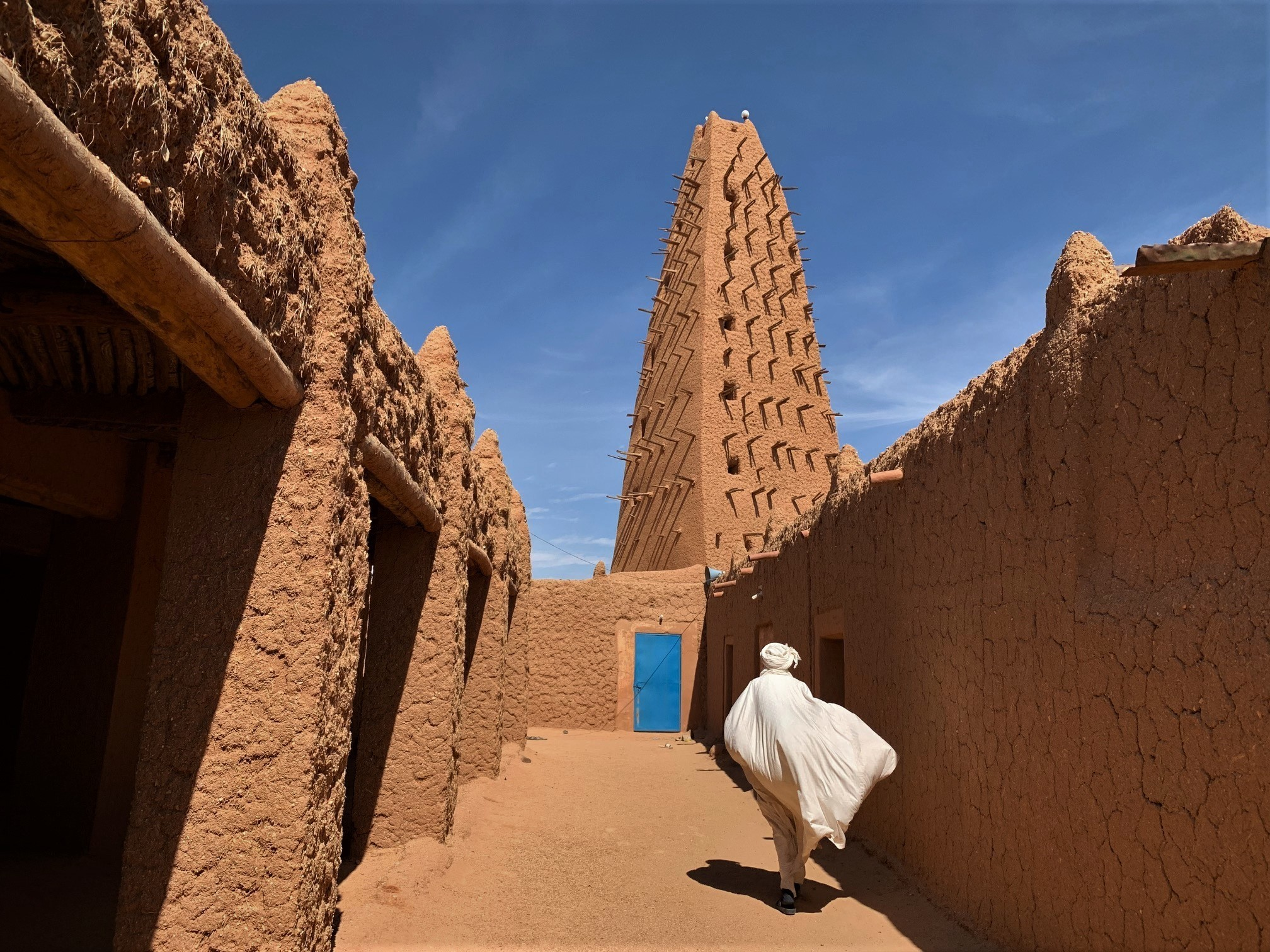
Grande mosquée
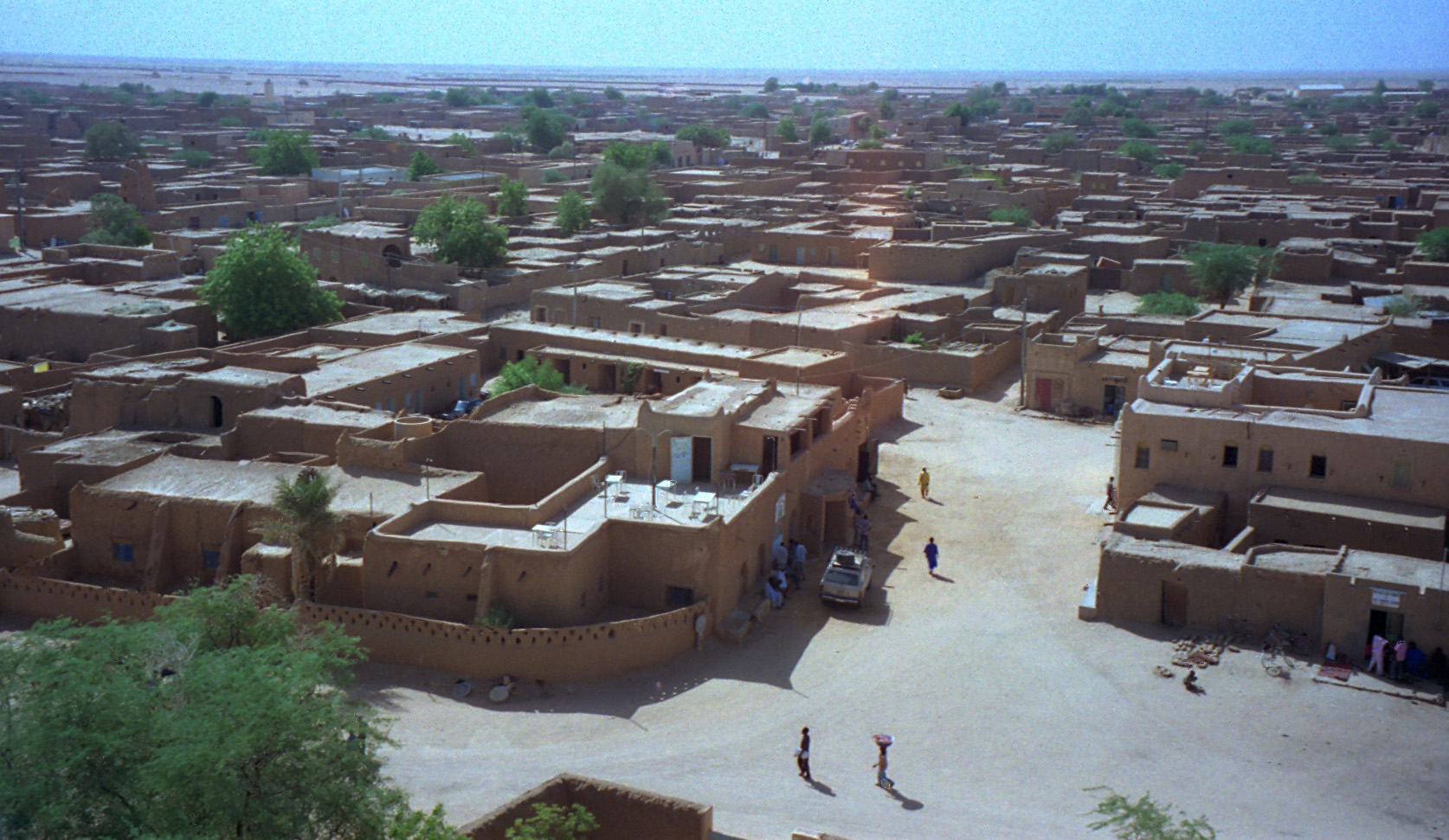
Vue depuis le minaret
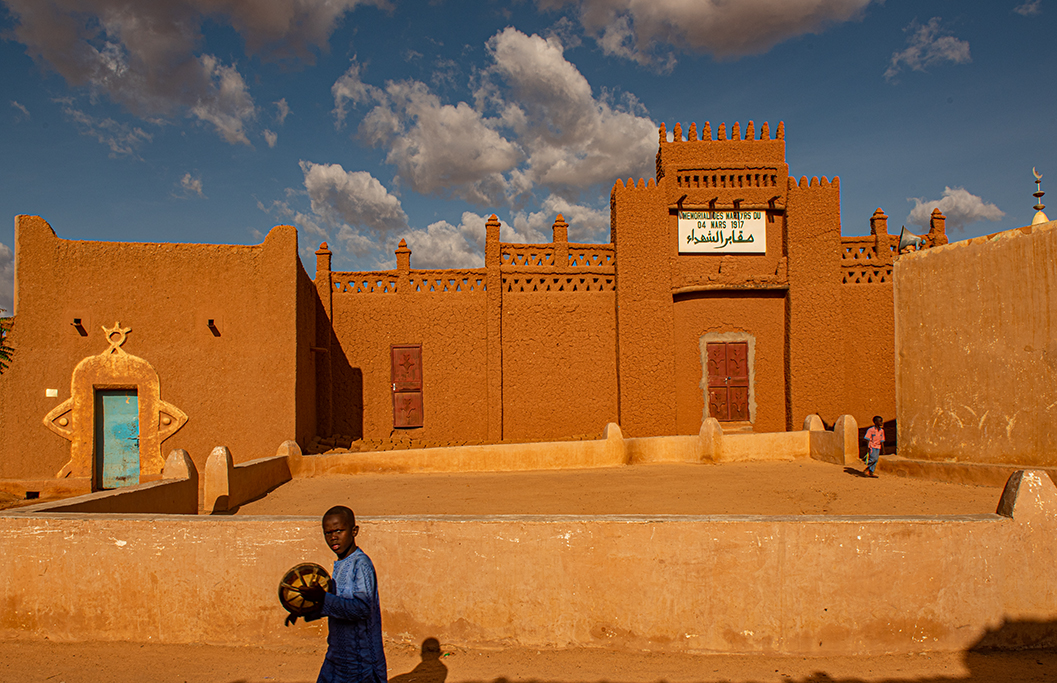
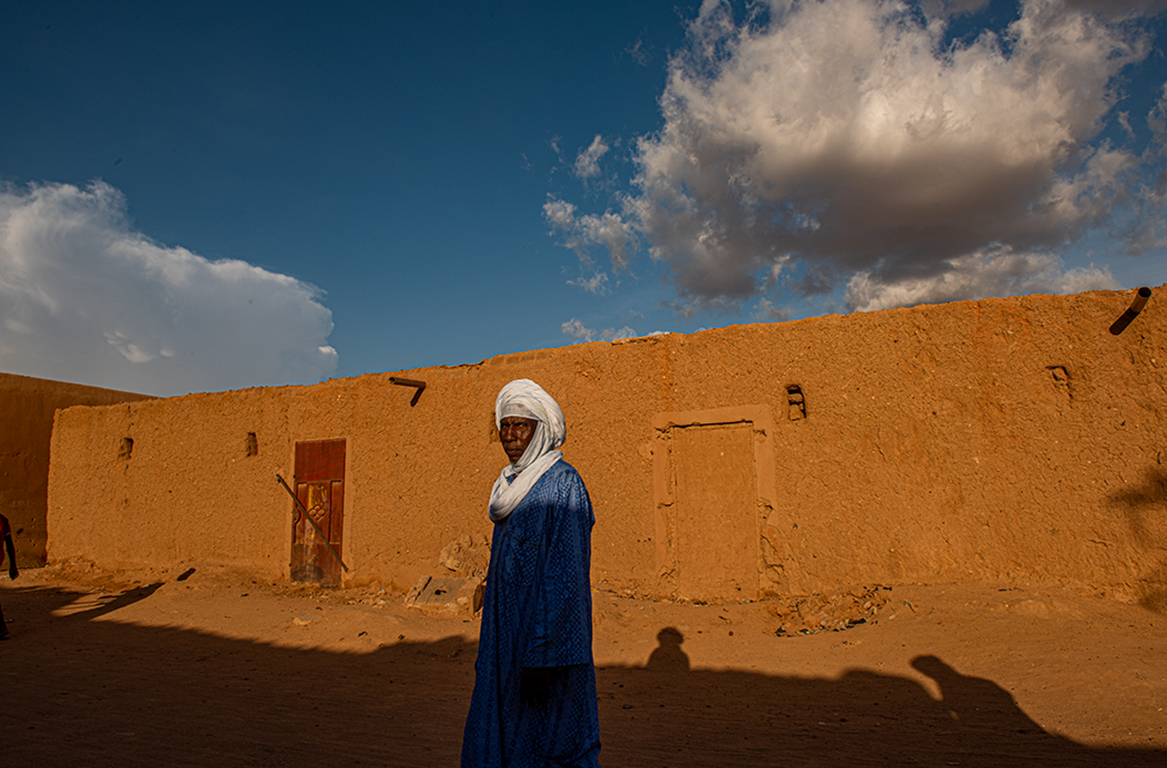

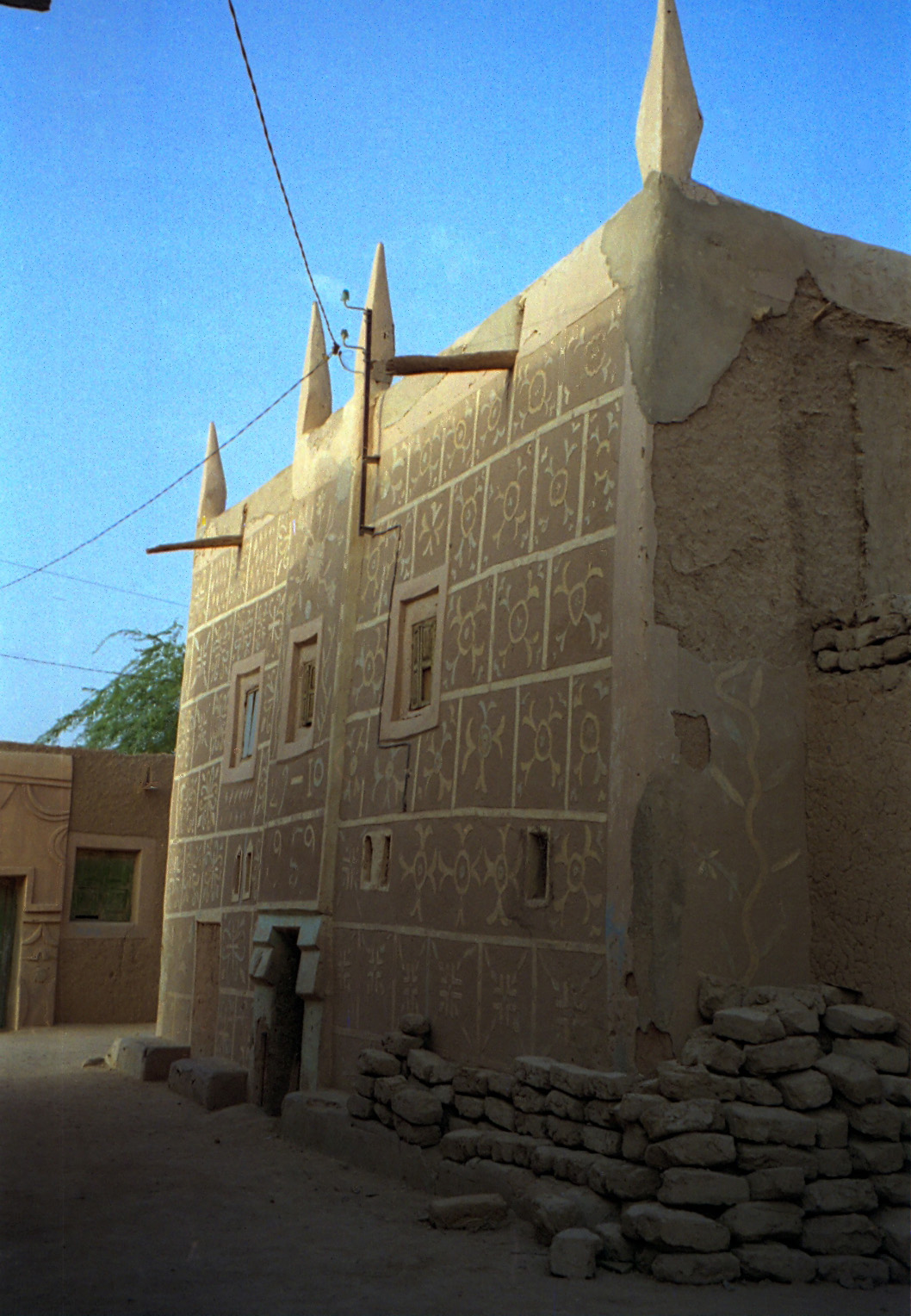
Bâtiment historique à Agadez
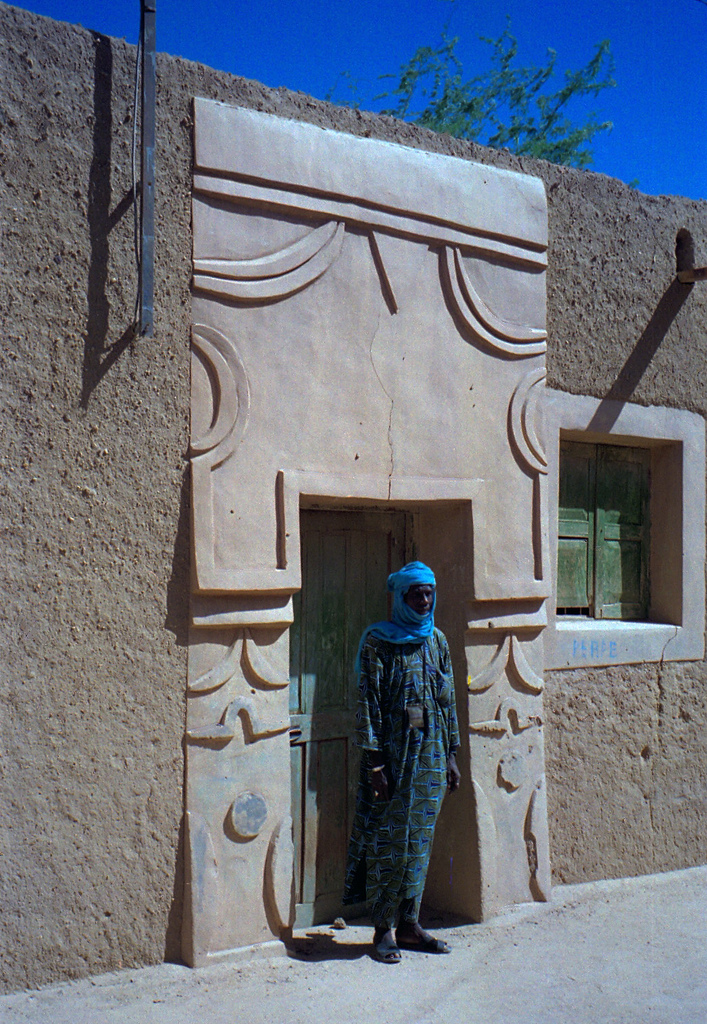
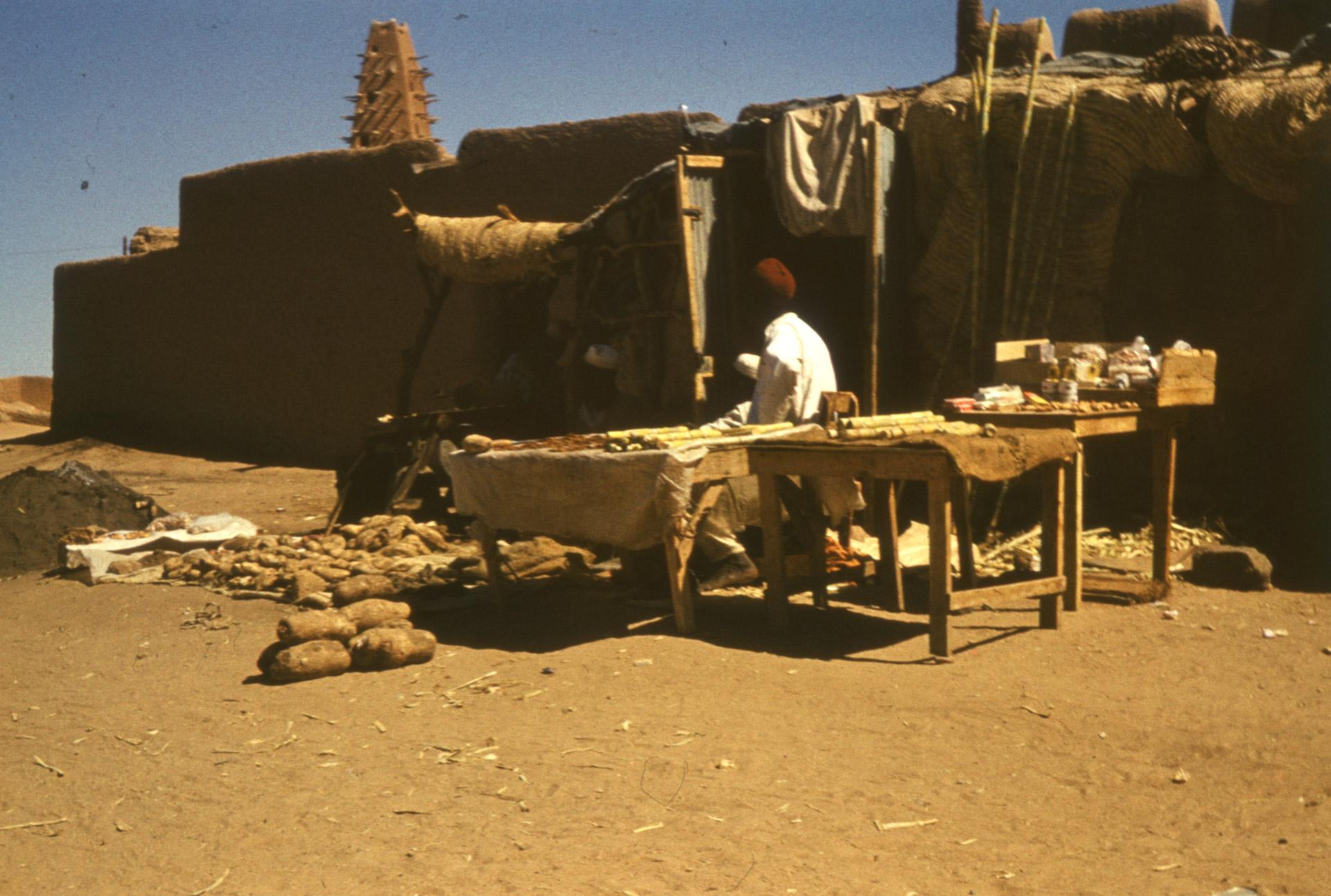
Étal du bazar
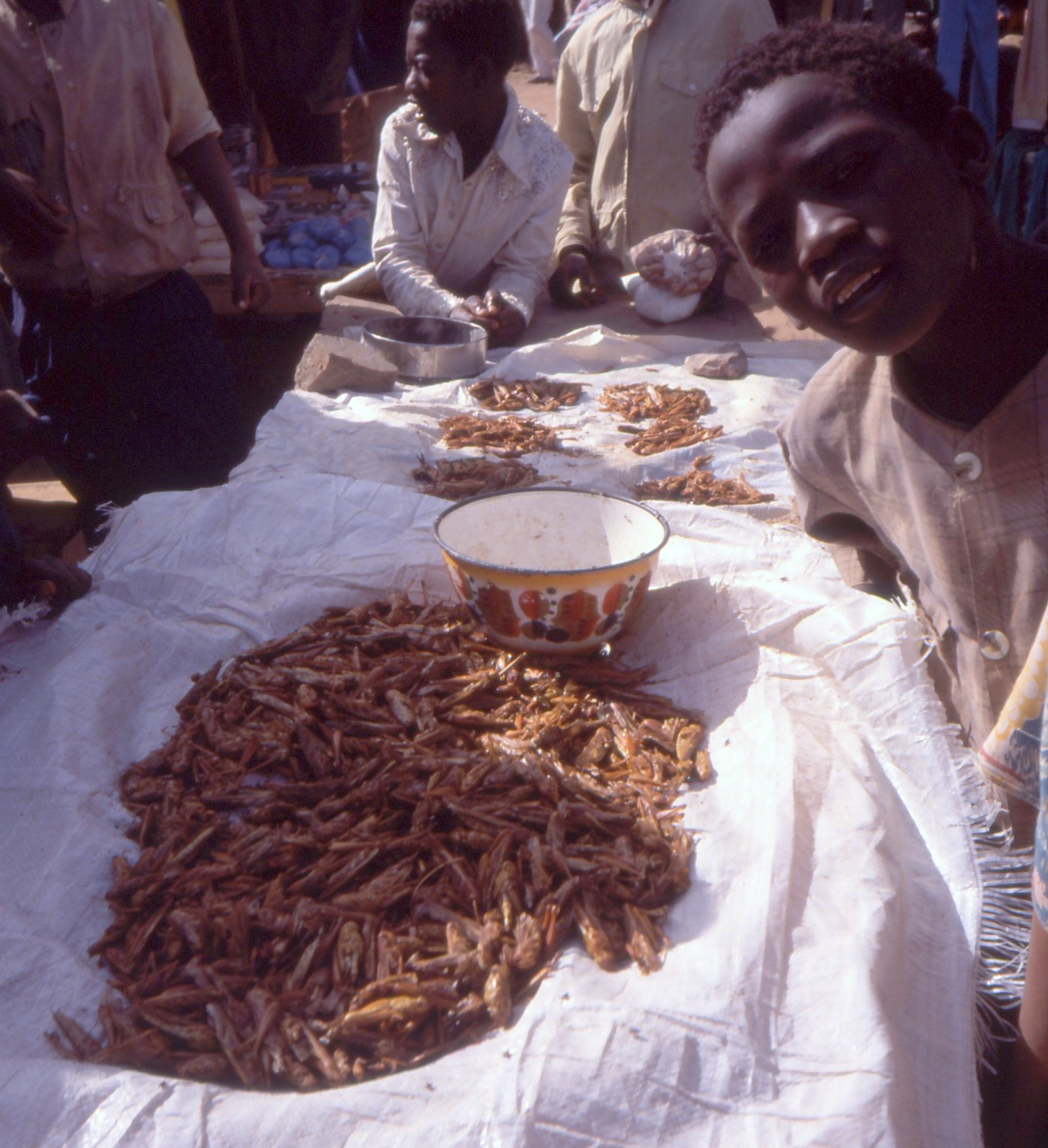
Sauterelles frites

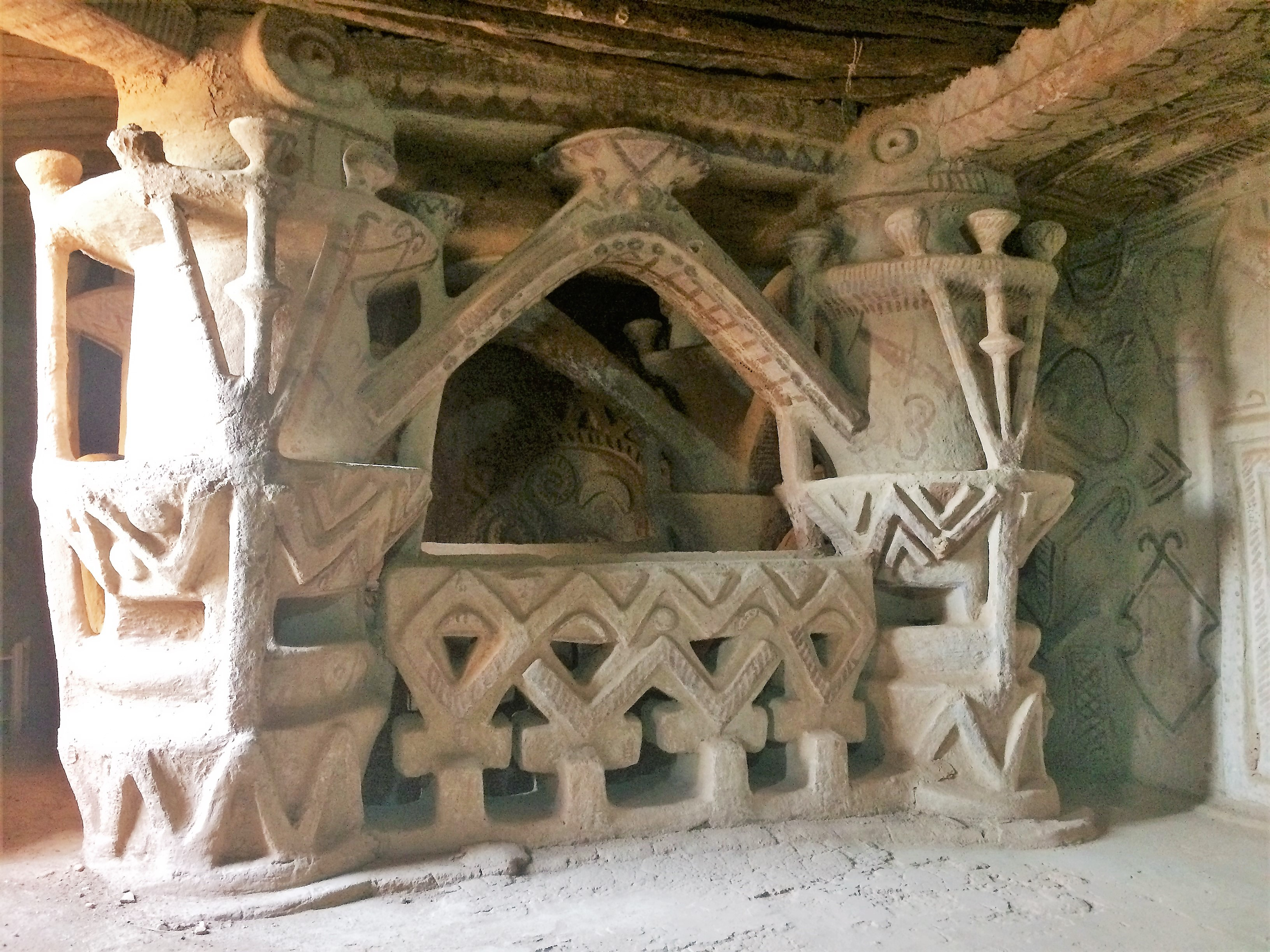
Boulangerie Sidi Kâ
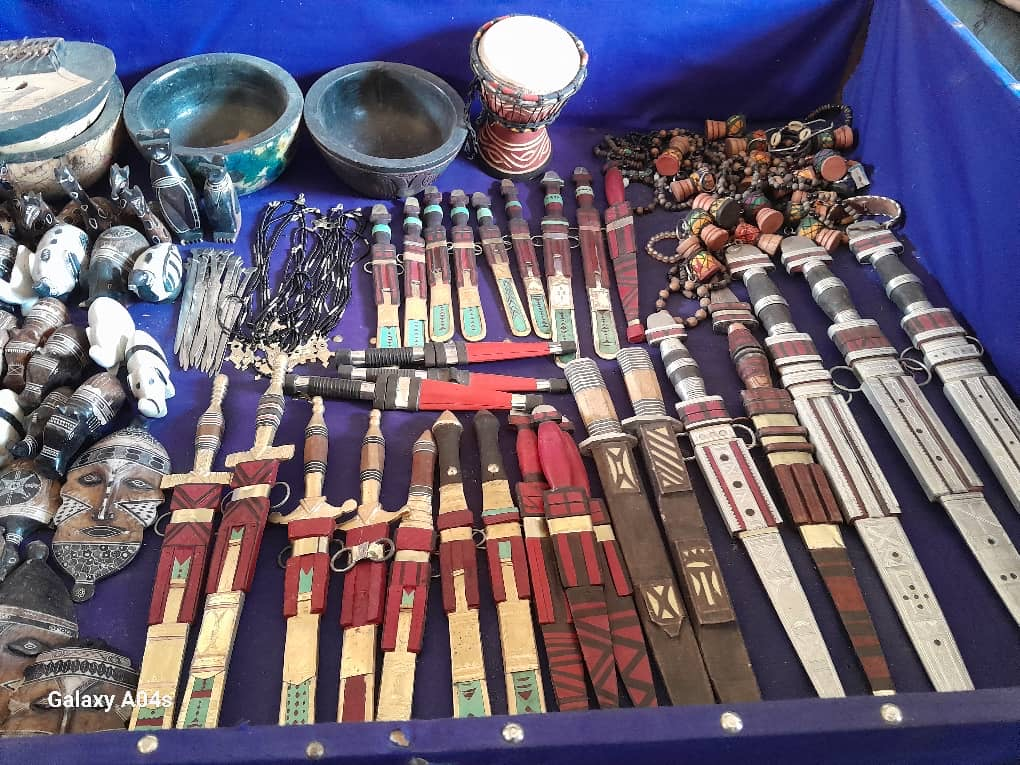
Coutellerie d'Agadez
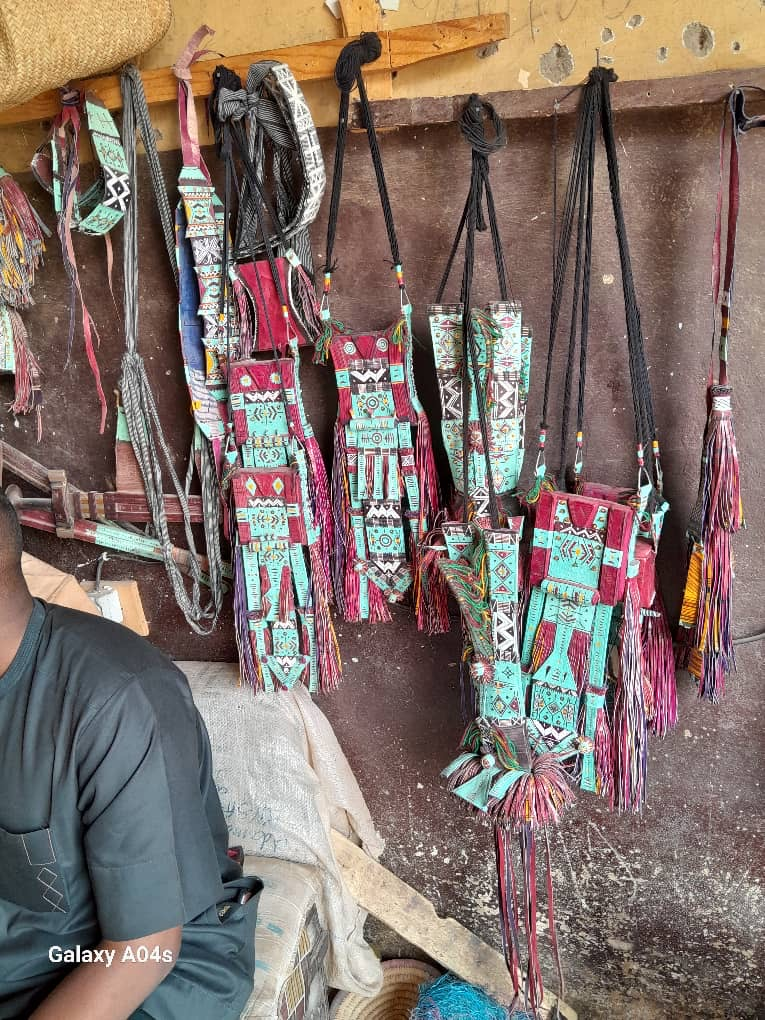
Pochettes d'Agadez
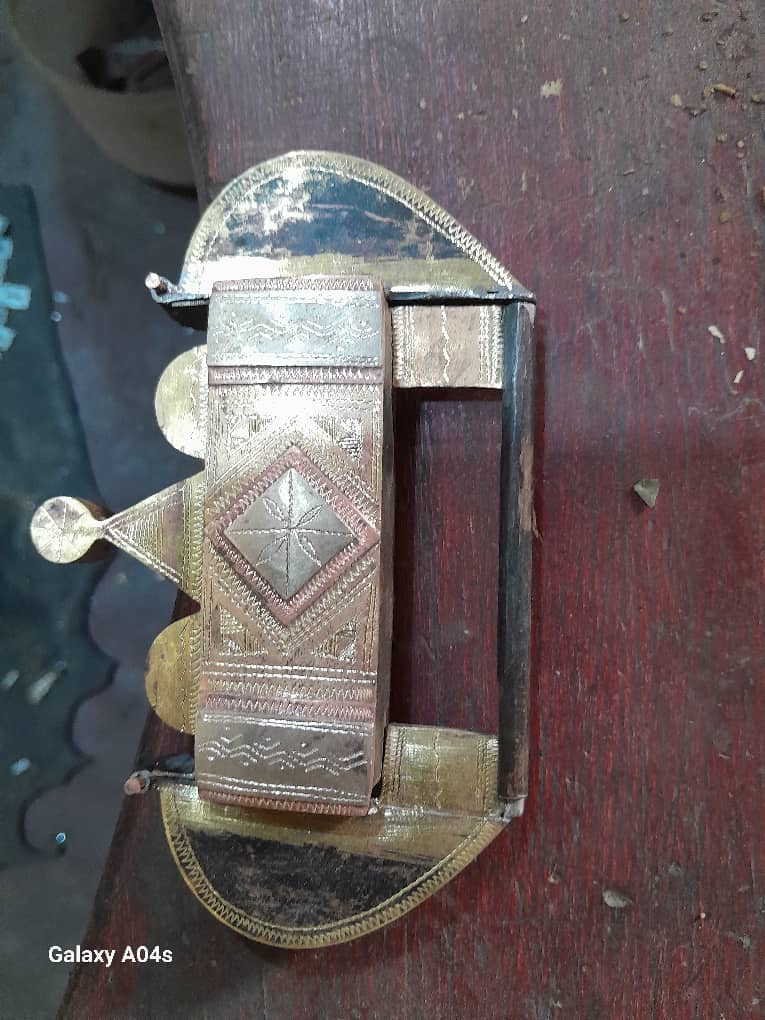
Fermoir d'Agadez
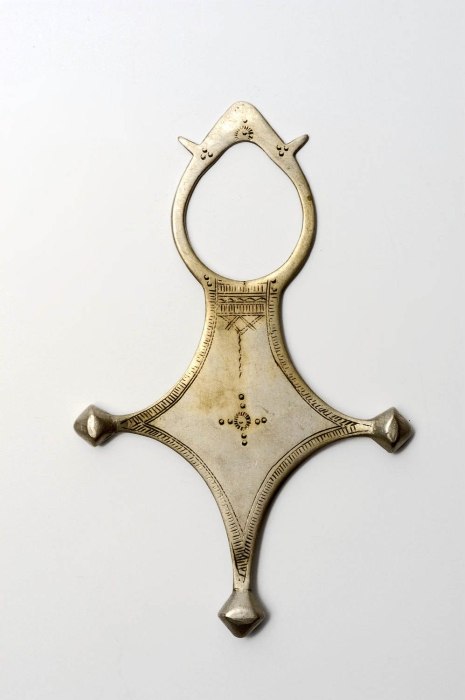
Croix d'Agadez